# Gavriil Jakimovič Lomakin
Gavriil Jakimovič (Ioakimovič) Lomakin, rusky Гавриил Якимович (Иоакимович) Ломакин (25. březnajul./ 6. dubna 1812greg., usedlost Borisovka, Grajvoronský ujezd, Kurská gubernie – 9.jul./ 21. května 1885greg., Gatčina) byl ruský sborový dirigent, hudebník a skladatel.

## Život
Narodil se do rodiny panského sedláka. Hrabě Dmitrij Nikolajevič Šeremetěv jej zprostil služby, aby mohl roku 1822 nastoupit na místo zpěváka v jeho kapele. Zde se také Lomakin učil pěvecké technice a sborovému umění u A. Sapienzy ml.
Od roku 1830 se stal učitelem zpěvu a v letech 1850 až 1872 byl vedoucím kapelníkem. Od roku 1874, kdy byla kapela rozpuštěna, vedl mužský sbor hraběte S. D. Šeremetěvа. V jeho sboru působili např. Vasilij Michajlovič Samojlov, P. Barteněvová, Jelizaveta Andrejevna Lavrovskaja, nebo Giovanni Battista Rubini.